# Фредерік Бартольді
Фредерік Бартольді (фр. Frédéric Auguste Bartholdi; 2 серпня 1834, Кольмар — 4 жовтня 1904, Париж) — французький скульптор XIX століття. Автор скульптури «Свободи» в гавані Нью-Йорка.

## Феномен слави. Роден і Бартольді

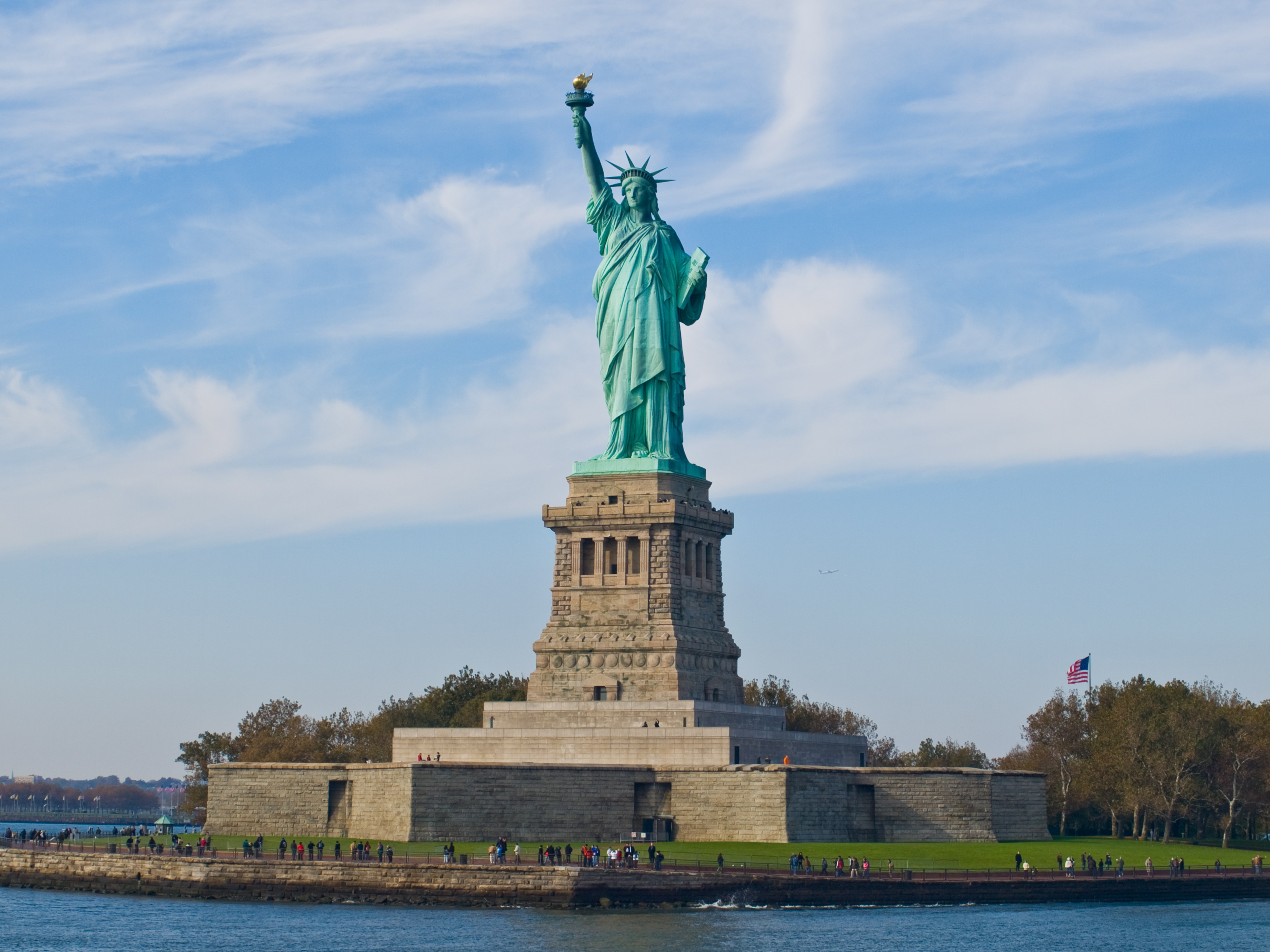

Слава спокійного, пересічного скульптора академічного напрямку Бартольді при житті мала шалену силу. І він отримав усі значні замови на монументи в різних країнах світу. Хоча не відкривав а ні нових шляхів в мистецтві, а ні сказав нового слова ні в техніці, ні в образній побудові монументів. Роден зробить лише один монумент в далекому провінційному, нікому не відомому місті Кале. Монумент мало кому відомим мешканцям маленького міста уславить і митця, і місто, і породить низку схожих пам'ятників, бо був новим словом в скульптурі. Хоча не стояв в гавані мегаполісу і не дряпав очі мільйонам глядачів.

## Біографія
Народився в місті Кольмар. Італійське прізвище Бартольді не дивина у Франції, куди перебралося багато італійців. Предки художника Сезанна — теж італійці, що оселилися у Франції, покинувши італійське місто Чозена.
Після смерті батька, родина оселилась в Парижі. Юнак навчався в Національній школі красних мистецтв, де опановував і архітектуру, і живопис. Художню кар'єру Фредерік почав архітектором у рідному місті Кольмар, де мати мала велику оселю. Першим скульптурним монументом Бартольді став пам'ятник генералу Раппу в тому ж Кольмарі.
Під час франко-пруської війни скульптор з італійським походженням Бартольді служив ад'ютантом у Гарібальді, національного героя Італії.
Вимоги світового мореплавства спонукали побудову нових, штучних каналів (наприклад, Панамського). Другим став Суецький. Для окраси каналу Бартольді й створив алегоричну скульптуру «Свободи, що несе світло людству». Але арабський лідер Ісмаіл-паша відмовився від монумента неарабського за змістом і формою.
Багато років забрав допрацьований монумент «Свободи» і його побудова в Нью-йорку, що Франція подарувала тепер Сполученим Штатам. В 1882 р. скульптор отримав Орден Почесного легіону. 4 жовтня 1904 року Бартольді помер в Парижі від туберкульозу. Його могила на цвинтарі Монпарнас.

## Морока зі статуєю Свободи
Скульптуру Свободи роботи Фредеріка Бартольді не бажали приймати не тільки у арабському Єгипті, а й в Сполучених Штатах. Навіть сама ідея монумента первісно не мала в країні популярності. Тому уряд США первісно відмовився фінансувати цей проєкт. Фігура почала іржавіти в Парижі.
В справу популяризації проєкту і самої скульптури втрутився володар газет Джозеф Пулітцер, німецькомовний емігрант із Австро-Угорщини. Він розгорнув тривалу кампанію критики уряду (хоча не бачив скульптуру, художні якості котрої були невисокі). Критикував також багатіїв-меценатів, що не давали на її монтаж грошей, критикував пересічних громадян — за байдужість до ідеї. Скандальна критика і наполегливість Пулітцера спрацювали. Фонд створення монументу Свободи почав отримувати грошові суми і згодом грошей вистачило на закінчення монтажу. Уряд пішов на урочистості з приводу закінчення робіт, аби не втрачати популярність у виборців. Скульптуру урочисто відкрив 28 жовтня 1886 року тодішній президент Сполучених Штатів Гровер Клівленд.

## Перелік головних творів

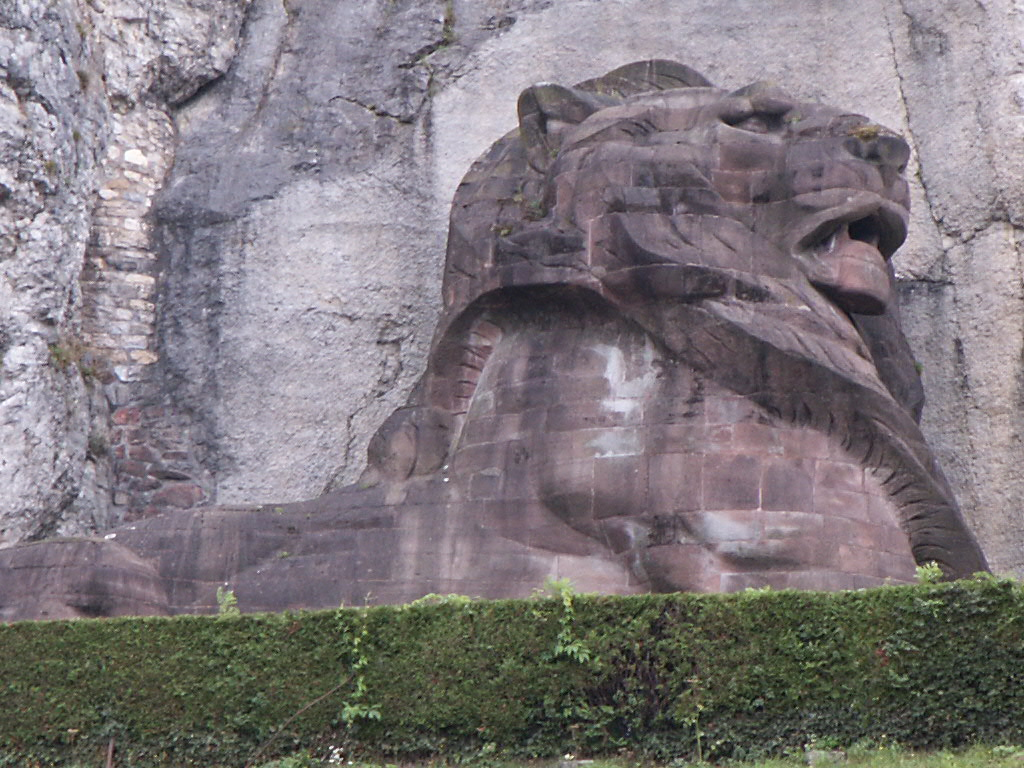
Бельфорський лев.

- Монумент генералу Раппу, Кольмар, Франція.
- Чотири янголи, церква в місті Бостон, 1874 р.
- Статуя генерала Лафаєта, Нью-Йорк, 1876 р.
- Жіночі фігури для фонтану, місто Вашінгтон, 1878 р.
- Бельфорський лев, Бельфор, Франція, 1880 р.
- Художник Мартин Шонгауер, скульптура, Кольмар.
- Скульптура Дідро, площа Дідро, Париж, 1884 р.
- Фонтан Бартольді, місто Ліон, Франція, 1892 р.
- монумент «Подяка Швейцарії, що захищала Страсбург», місто Базель, Швейцарія, 1895 р.
- Кінний монумент Верцингеториксу, вождю франків, що програв війну римлянам, Клермон-Ферран, Франція, 1903 р.

## Галерея скульптур

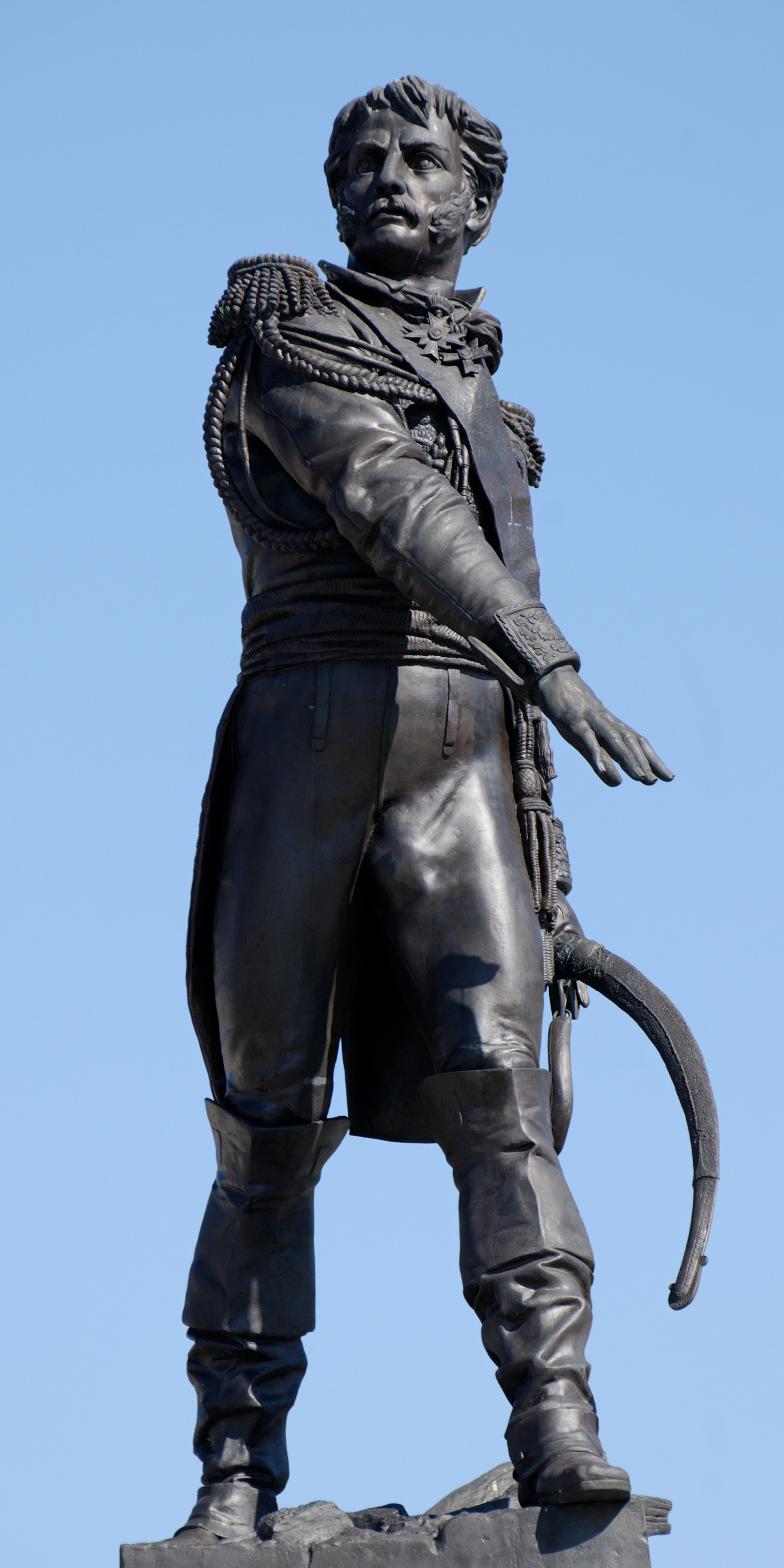
Генерал Жан Рапп, Кольмар.
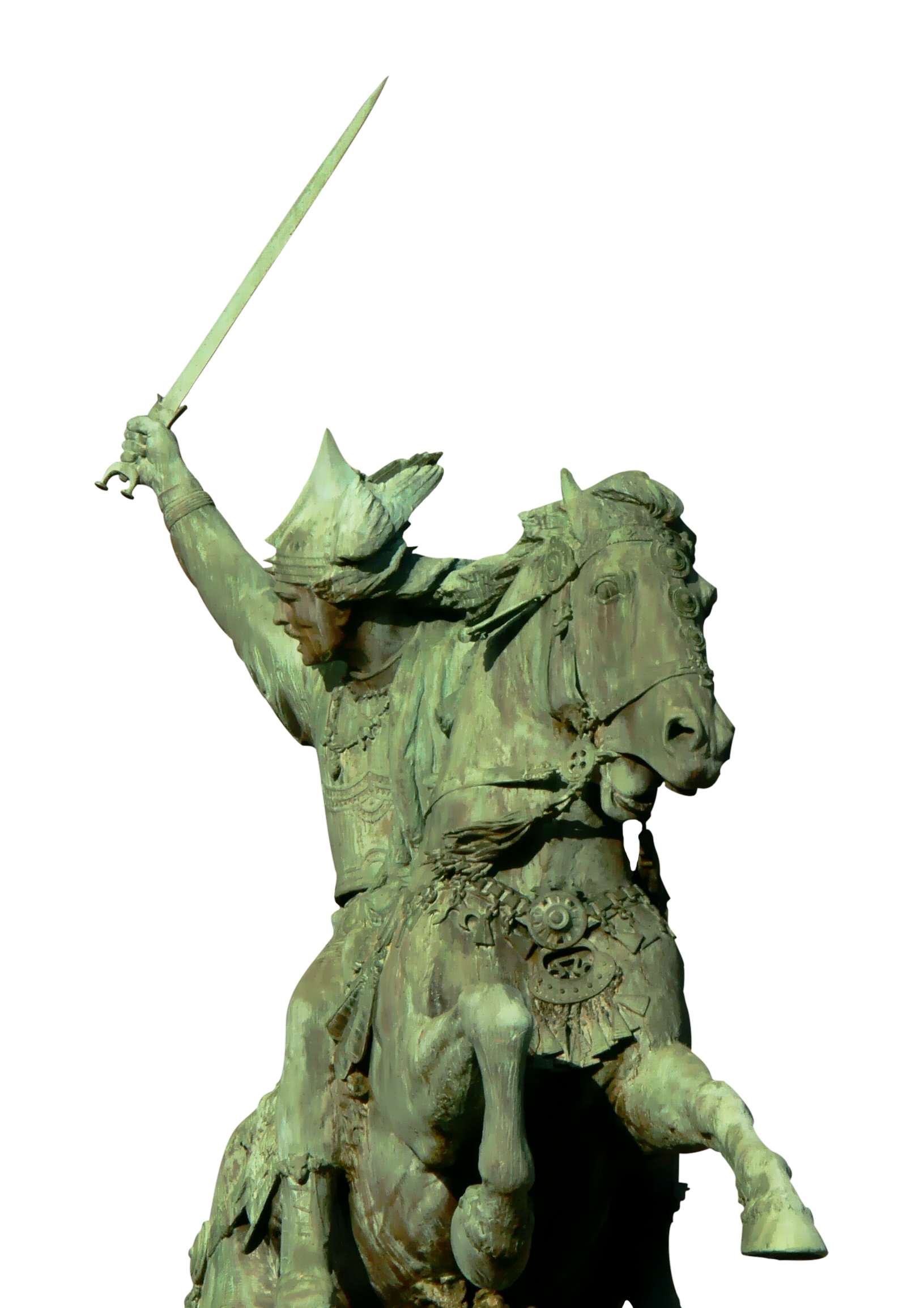
Монумент Верцингеториксу, Клермон-Ферран.
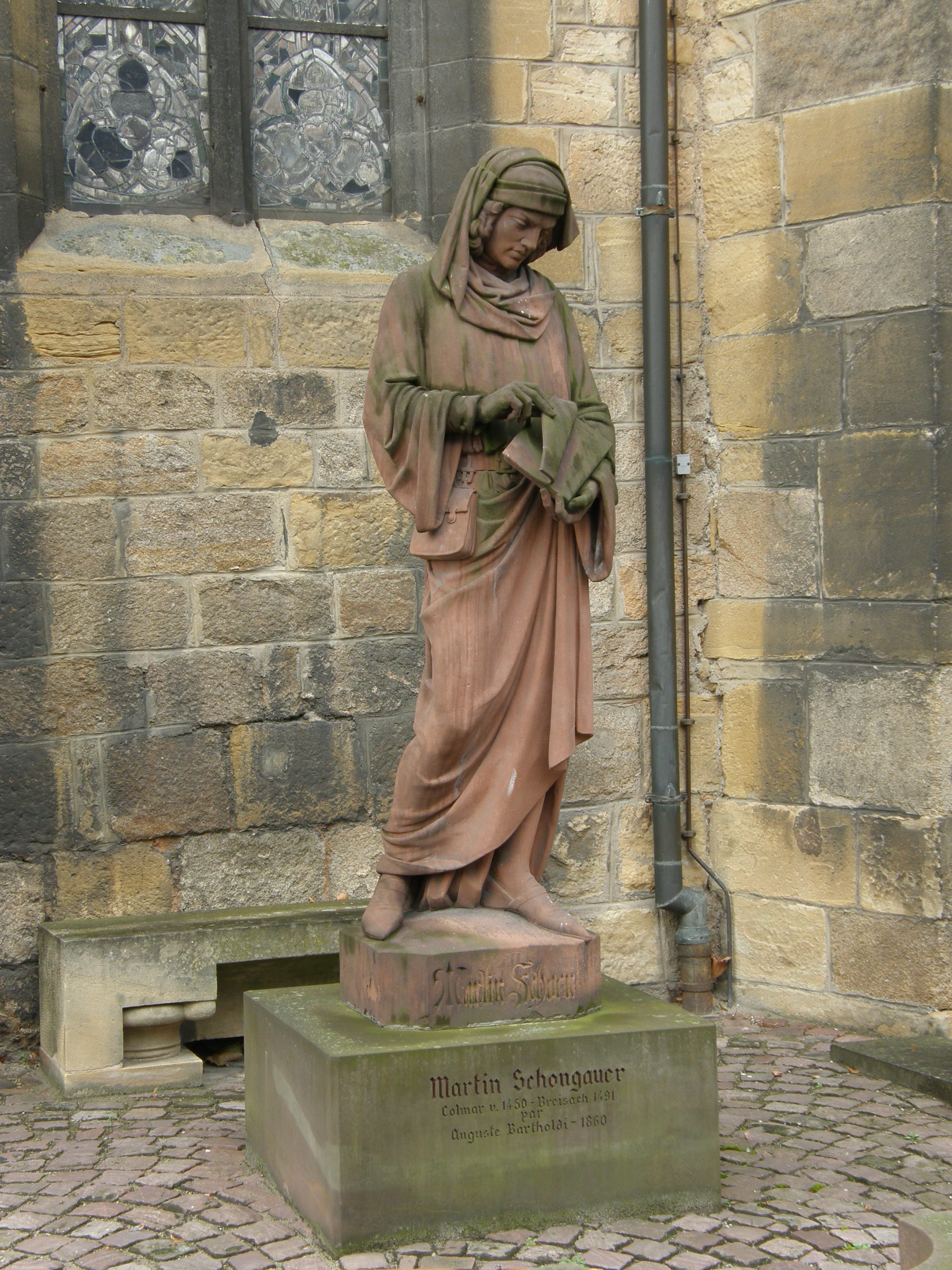
Статуя художника Мартина Шонгауера, Кольмар.
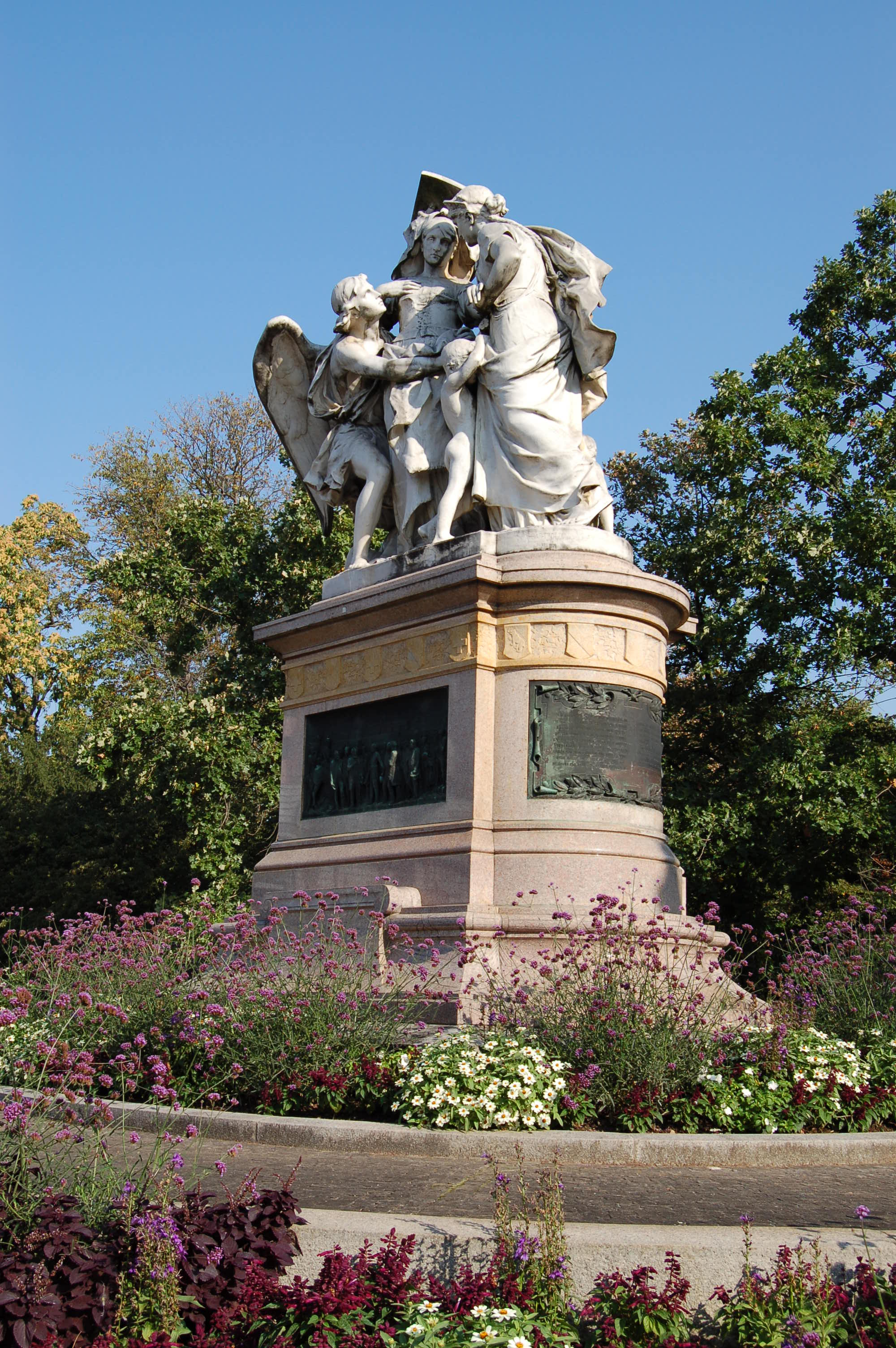
Подяка Швейцарії, що захищала Страсбург, Базель.

## Музей Ф.Бартольді в Кольмарі
До ХХІ століття збереглася багата оселя родини Бартольді, що належала матері скульптора в місті Кольмар. З 1922 року в приміщені утворено музей скульптора Бартольді.

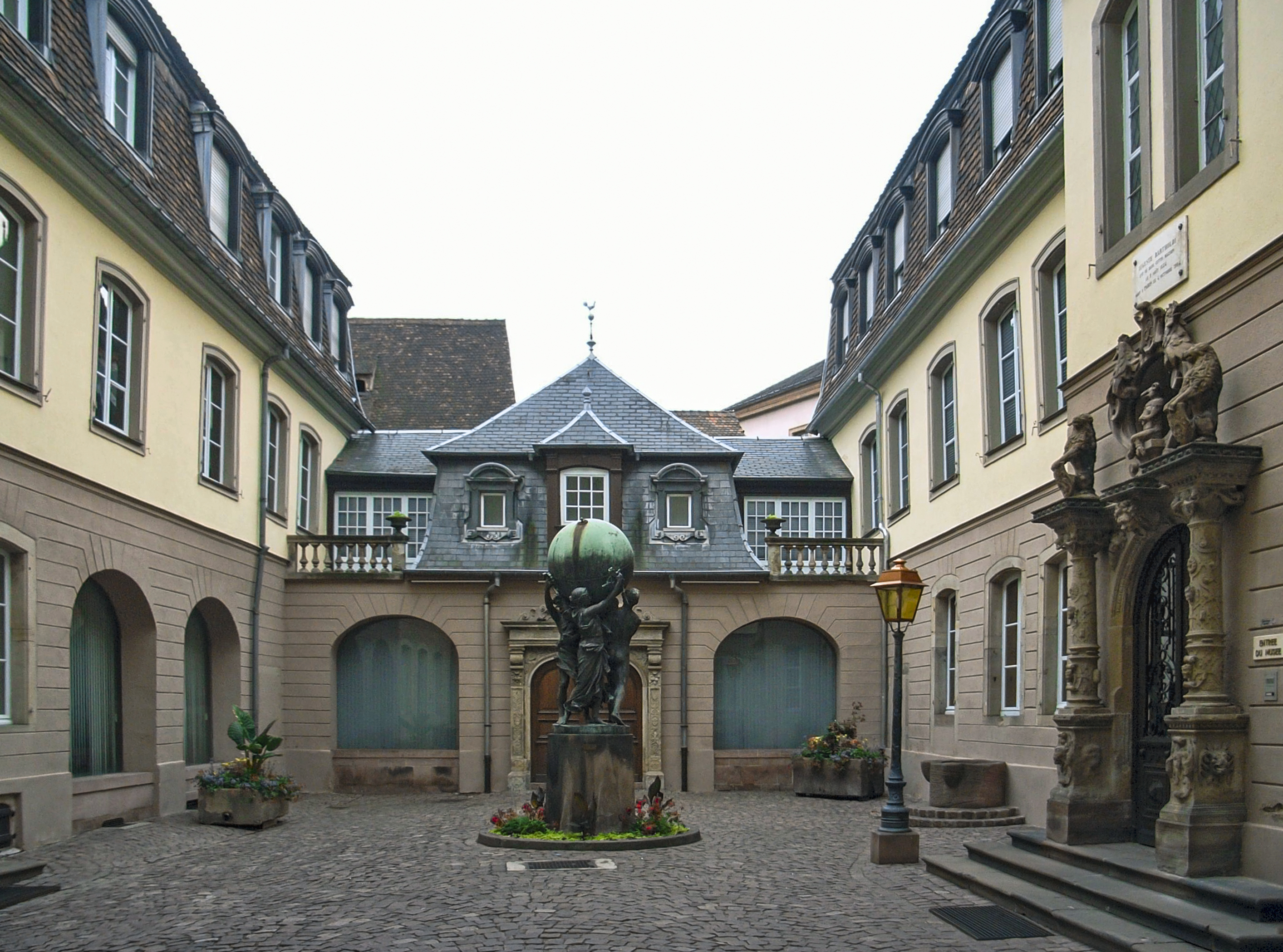
Музей Бартольді, місто Кольмар.